# Gift Leotlela
Tlotliso Gift Leotlela (Phuthaditjhaba, 12 maggio 1998) è un velocista sudafricano, medaglia d'argento nei 200 metri piani ai Mondiali under 20 di Bydgoszcz 2016.
Detiene il record sudafricano under 20 dei 100 metri piani con il tempo di 10"12.

## Palmarès
| Anno | Manifestazione      | Sede           | Evento      | Risultato  | Prestazione | Note                                     |
| ---- | ------------------- | -------------- | ----------- | ---------- | ----------- | ---------------------------------------- |
| 2015 | Mondiali U18        | Cali           | 200 m piani | 5º         | 20"86       |                                          |
| 2016 | Campionati africani | Durban         | 100 m piani | 4º         | 10"24       |                                          |
| 2016 | Campionati africani | Durban         | 4×100 m     | Oro        | 38"84       |                                          |
| 2016 | Mondiali U20        | Bydgoszcz      | 100 m piani | 4º         | 10"28       |                                          |
| 2016 | Mondiali U20        | Bydgoszcz      | 200 m piani | Argento    | 20"59       |                                          |
| 2016 | Giochi olimpici     | Rio de Janeiro | 200 m piani | Batteria   | 20"59       |                                          |
| 2021 | World Relays        | Chorzów        | 4×100 m     | dq         | 38"71       | [ 1 ]                                    |
| 2021 | Giochi olimpici     | Tokyo          | 100 m piani | Semifinale | 10"03       |                                          |
| 2022 | Mondiali            | Eugene         | 100 m piani | Batteria   | 10"19       |                                          |
| 2022 | Mondiali            | Eugene         | 4×100 m     | 6º         | 38"10       | Miglior prestazione personale stagionale |